# Marcel Labbé
Marcel Labbé est un médecin français né le 4 décembre 1870 à Le Havre et mort le 29 mai 1939 à Paris.

## Biographie
Marcel Ernest Labbé est le fils de Jean-Baptiste Labbé (1839-), professeur agrégé de philosophie au lycée de Nantes, adjoint au maire de Nantes et conseiller général de la Loire-Inférieure, et de Marie Alexandrine Émilie Bassot. Gendre de Paul Reclus, il est le père de Jean Labbé.
Élève de l'anatomiste Joüon et de l'histologiste Albert Malherbe à l'École de médecine de Nantes, il est reçu externe des Hôpitaux de Paris en 1893 puis interne en 1898, année de sa thèse.
Durant la Première Guerre mondiale, il est médecin-chef de l'Hôpital des contagieux du Tillot.
Il est professeur de pathologie et de thérapeutique à la faculté de médecine de Paris.
En 1920, il est élu membre de l'Académie de médecine.

### Sources
- Pierre Alfred Duval, Jean-Charles Roux, Marcel Labbé (1870-1939), Masson, 1939